# استثمار أبوي

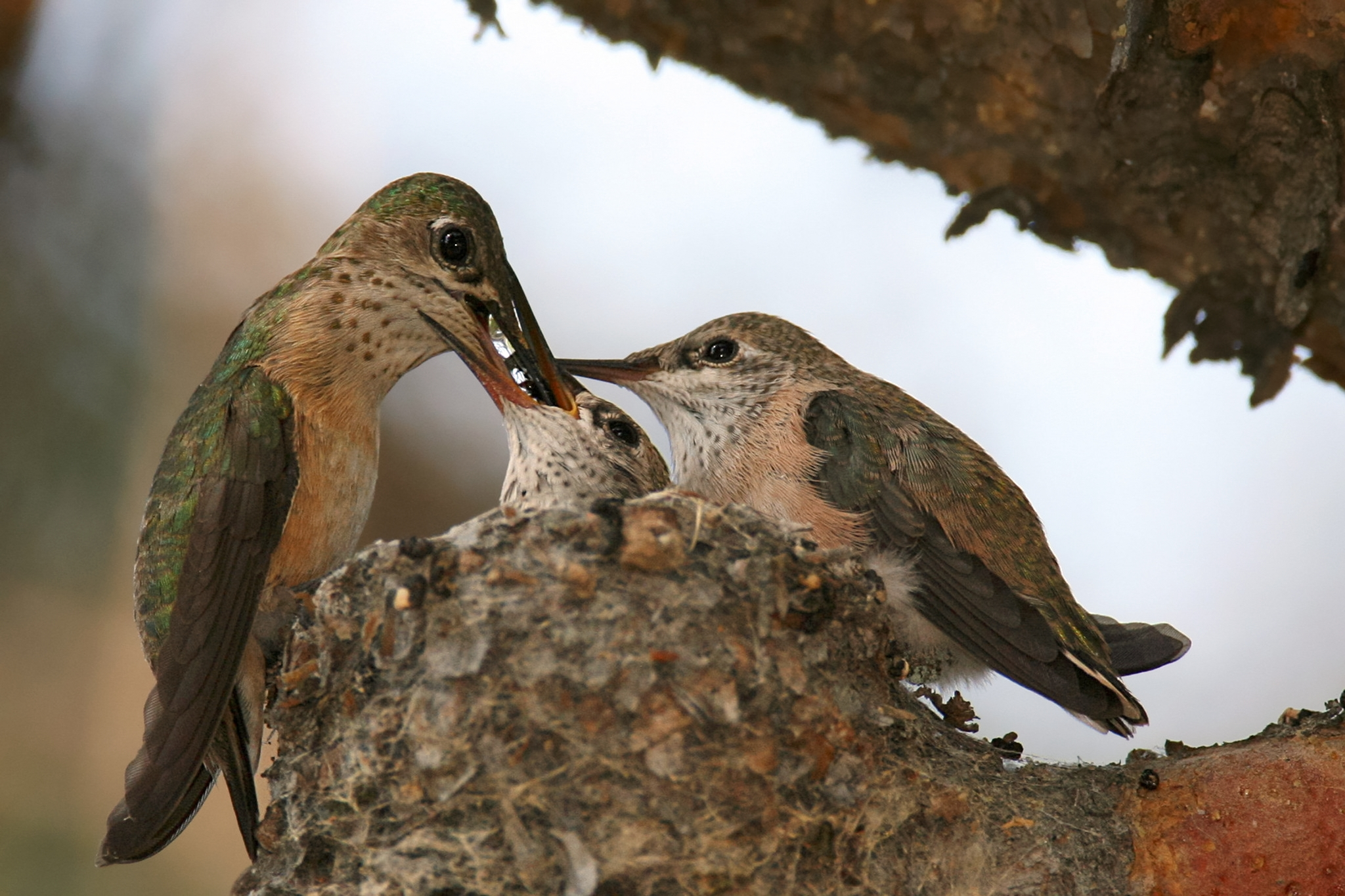

الاستثمار الأبوي، في علم الأحياء التطوري وعلم النفس التطوري، هو أي نفقات أبوية (على سبيل المثال الوقت، الطاقة، الموارد) التي تفيد الأبناء. يمكن أن يتم الاستثمار الأبوي من قبل كل من الذكور والإناث (الرعاية الأبوية البيولوجية) أو الإناث وحدها (رعاية الأمهات الحصرية) أو الذكور وحدهم (الرعاية الأبوية الحصرية). يمكن توفير الرعاية في أي مرحلة من حياة الأبناء، من مرحلة ما قبل الولادة (مثل حراسة البيض والحضانة عند الطيور، وتغذية المشيمة عند الثدييات) إلى مرحلة ما بعد الولادة (مثل توفير الغذاء وحماية النسل).
تتنبأ نظرية الاستثمار الأبوي، المصطلح الذي صاغه روبرت تريفرز سنة 1972، بأن الجنس الذي يستثمر أكثر في نسله سيكون أكثر انتقائية عند اختيار شريك له، والجنس الأقل استثمارًا سيواجه منافسة داخل الجنس للوصول إلى الشركاء. تؤثر هذه النظرية في شرح الفروق الجنسية في الاختيار الجنسي وتفضيلات الشركاء، في جميع أنحاء المملكة الحيوانية وعند الإنسان.

## تاريخ
عام 1859، نشر تشارلز داروين كتابه «عن أصل الأنواع». هنا قدم مفهوم الانتقاء الطبيعي للعالم، فضلًا عن النظريات ذات الصلة مثل الانتقاء الجنسي. لأول مرة، استُخدمت نظرية التطور لشرح سبب كون الإناث «مُحتشمة» والذكور «متحمسين» ويتنافسون فيما بينهم للظفر باهتمام الإناث. في عام 1930، كتب رونالد فيشر نظرية الوراثة في الانتقاء الطبيعي، حيث قدّم المفهوم الحديث للاستثمار الأبوي، قدّم فرضية الابن المثير، وقدّم مبدأ فيشر. عام 1948، نشر أنجوس جون باتيمان دراسة مؤثرة عن ذباب الفاكهة خلص فيها إلى أن إنتاج الأمشاج الأنثوية أكثر تكلفة من إنتاج الأمشاج الذكرية، فالنجاح التناسلي للإناث كان محدودًا بالقدرة على إنتاج البويضة، والنجاح التناسلي للذكور كان محدودًا بالوصول إلى الإناث. في عام 1972، واصل تريفرز هذا الاتجاه من التفكير باقتراحه لنظرية الاستثمار الأبوي، والذي يصف كيف يؤثر الاستثمار الأبوي على السلوك الجنسي. يخلص إلى أن الجنس الذي يكون فيه استثمار الأبوين أعلى سيكون أكثر انتقائية عند اختيار شريك، وأن الجنس ذا الاستثمار الأقل سيتنافس داخل الجنس على فُرص التزاوج. في عام 1974، وسّع تريفرز نظرية الاستثمار الأبوي لشرح صراع الأبوين وذريتهما، والصراع بين الاستثمار الأمثل من منظور الأبوين مقابل منظور الأبناء.

## رعاية الوالدين
نظرية الاستثمار الأبوي هي فرع من نظرية تاريخ الحياة. أول دراسة للاستثمار الأبوي من قبل رونالد فيشر عام 1930 في كتابه «نظرية الوراثة في الانتقاء الطبيعي»، إذ قال فيشر إن الإنفاق الأبوي على كلا الجنسين من الأبناء يجب أن يكون متساويًا. وسّع كلوتون-بروك مفهوم الاستثمار الأبوي ليشمل تكاليف أي عنصر آخر من عناصر الكفاءة الأبوية.
تميل ذكور عصفور الشوك إلى عدم التمييز بين صغارها وبين تلك الصغار من ذكر آخر في الأنظمة متعددة الأزواج أو متعددة الأطراف. تزيد من نجاحها في الإنجاب من خلال تغذية النسل فيما يتعلق بوصولها إلى الأنثى طوال فترة الحضانة، هذا يُعد مؤشرًا جيدًا للأبوة. وتُلاحظ هذه الرعاية الأبوية من قبل الذكور من نوع «ريدليب بلينز».
عند بعض الحشرات، يتم تقديم الاستثمار الأبوي من الذكور على شكل هدية زواج. على سبيل المثال، تتلقى إناث العثة المزخرفة النطاف الحاوي على العناصر الغذائية، والحيوانات المنوية والسموم الدفاعية من الذكور أثناء الجماع. هذه الهدية، التي يمكن أن تمثل ما يصل إلى 10% من كتلة الجسم عند الذكور، تُشكل إجمالي الاستثمار الأبوي الذي يقدمه الذكر.
عند بعض الأنواع، مثل البشر والعديد من الطيور، يكون الأبناء بحاجة للرعاية وغير قادرين على إعالة أنفسهم لفترة طويلة من الوقت بعد الولادة. في هذه الأنواع، يستثمر الذكور في نسلهم أكثر من استثمار الآباء الذكور عند الأنواع التي تتطلب صغارها القليل من الرعاية الأبوية، إذ يضعف النجاح التناسلي لولا ذلك.
فوائد الاستثمار الأبوي بالنسبة إلى الأبناء كبيرة ومرتبطة بالتأثير على حالة الأبناء ونموهم وبقائهم، وفي النهاية على النجاح الإنجابي لهم. على سبيل المثال، عند الأسماك من النوع «تروفيوس موري» لدى الأنثى استثمارات كبيرة جدًّا من الوالدين في صغرها لأن لديها الحضانة عن طريق الفم. وبينما هي في طور الحضانة الفميّة، كل الغذاء الذي تأخذه يذهب لتغذية الصغار وهي تجوّع نفسها بشكل فعّال. خلال قيامها بذلك، يكون صغارها أكبر وأثقل وأسرع مما كانوا سيكونون عليه دونها. هذه الفوائد إيجابية جدًّا لأنها تقلل من خطر تناولها من قبل المفترسين وعادةً يكون الحجم هو العامل الحاسم عند الصراع على الموارد. مع ذلك، يمكن أن تأتي هذه الفوائد على حساب قدرة الوالدين على التكاثر في المستقبل، على سبيل المثال، من خلال زيادة خطر الإصابة عند الدفاع عن الأبناء ضد المفترسين، فقدان فرص التزاوج أثناء تربية الأبناء، وزيادة في الفاصل الزمني حتى التزاوج التالي.
هناك حالة خاصة للاستثمار الأبوي هي عندما يحتاج الصغار إلى التغذية والحماية، لكن الآباء الجينيين لا يساهمون في واقع الأمر في الجهود الهادفة إلى تربية أبنائهم. على سبيل المثال، عند النحل الطنّان ذي الذيل في كثير من الأحيان لا تتكاثر الإناث العاقرات العاملات بمفردها، بل يأخذن حضانة والدتهن بدلًا من ذلك. هذا شائع عند غشائيات الأجنحة بسبب الفردانية الضعفانية، إذ يكون الذكور أحاديي الصبغيات والإناث ثنائيات الصبغيات. هذا يضمن أن تكون الأخوات أكثر ارتباطًا ببعضهن البعض مما عليه الحال في أي وقت مضى مع ذريتهن، ما يحفّزهن على المساعدة في تربية صغار والدتهن على حساب أنفسهن.
بشكل عام، يتم اختيار الآباء لزيادة الفارق بين الفوائد والتكاليف، ومن المحتمل أن تتطور الرعاية الأبوية عندما تتجاوز الفوائد التكاليف.